# Dreiband-Saison 2013/14
Die Dreiband-Saison 2013/14 läuft vom August 2013 bis zum Juli 2014. Dies ist kein feststehender Turnierkalender. Die Verbände Union Mondiale de Billard (UMB) und Confédération Européenne de Billard (CEB) können während des laufenden Spielbetriebs noch weitere Turniere genehmigen.

## Allgemeines
Anders als bei der Snooker-Main-Tour, wo die Profi-Spieler von ihren Turniererfolgen leben müssen (bei gleichzeitig höheren Preisgeldern), sind beim Karambolage die Spieler noch im normalen Ligabetrieb eingebunden und stehen bei den Clubs/Vereinen (ähnlich wie Fußballer) unter Vertrag und werden von diesen bezahlt. Topspieler wie z. B. Martin Horn, Frédéric Caudron oder Torbjörn Blomdahl spielen oft europaweit für zwei oder mehr Vereine. Da sowohl der Weltverband Union Mondiale de Billard (UMB), als auch der Kontinentalverband Confédération Européenne de Billard (CEB) in Europa beheimatet sind, wurde bei deren Gründung der Ligabetrieb berücksichtigt. Aus dieser Tatsache ergibt sich die relativ niedrige Turnieranzahl pro Jahr, im Vergleich zum Snooker. Die Vereine spielen, im Coupe d’Europe, vergleichbar mit der UEFA Champions League, noch ihre Besten aus.
Da die Welt- und Europameisterschaften für Damen nur alle zwei Jahre stattfinden, wird es in dieser Saison keine Turniere geben.

## Ranglistenturniere
Bei den folgenden Turnieren werden Ranglistenpunkte für die Welt- bzw. Europarangliste vergeben. Aufgeführt sind hier nur internationale Welt- und Europaturniere. Kontinentalturniere, die von der amerikanische Confederación Panamericana de Billar (CPB), asiatischen Asian Carom Billiard Confederation (ACBC) oder afrikanischen African Carom Confederation (ACC) durchgeführt werden, sind hier nicht dargestellt.

### Herren
| Datum                              | Turnier                   | Ort               | Sieger            | Erg.              | Finalist             | Ref               |
| Einzelwettbewerbe                  | Einzelwettbewerbe         | Einzelwettbewerbe | Einzelwettbewerbe | Einzelwettbewerbe | Einzelwettbewerbe    | Einzelwettbewerbe |
| ---------------------------------- | ------------------------- | ----------------- | ----------------- | ----------------- | -------------------- | ----------------- |
| 3. bis 8. September 2013           | Weltcup 2013/2            | Guri              | Kang Dong-koong   | 40:28             | Daniel Sánchez       | [ 1 ]             |
| 16. bis 22. September 2013         | Weltcup 2013/3            | Korinth           | Torbjörn Blomdahl | 40:19             | Ruben Legazpi        | [ 2 ]             |
| 16. bis 20. Oktober 2013           | Weltmeisterschaft         | Antwerpen         | Frédéric Caudron  | 40:25             | Filipos Kasidokostas | [ 3 ]             |
| 4. bis 9. November 2013            | Weltcup 2013/4            | Medellín          | Frédéric Caudron  | 40:27             | Torbjörn Blomdahl    | [ 4 ]             |
| 1. bis 7. Dezember 2013            | Weltcup 2013/5            | Hurghada          | Eddy Merckx       | 40:22             | Tayfun Taşdemir      | [ 5 ]             |
| 10. bis 16. Februar 2014           | Weltcup 2014/1            | Istanbul          | Cho Jae-ho        | 40:40 3/2         | Choi Sung-won        | [ 6 ]             |
| 23. bis 29. März 2014              | Weltcup 2014/2            | Luxor             | Frédéric Caudron  | 40:20             | Torbjörn Blomdahl    | [ 7 ]             |
| 26. Mai bis 1. Juni 2014 abgesagt! | Weltcup 2014/3            | Athen             | –                 |                   | –                    |                   |
| Mannschaftswettbewerbe             |                           |                   |                   |                   |                      |                   |
| 13. bis 16. März 2014              | Team-WM                   | Viersen           | Belgien           | 4:0               | Niederlande          | [ 9 ]             |
| 6. bis 8. Juni 2014                | Coupe d’Europe Finalrunde | Istanbul          |                   |                   |                      | [ 10 ]            |

### Junioren
| Datum                  | Turnier             | Ort         | Sieger      | Erg.  | Finalist       | Ref    |
| ---------------------- | ------------------- | ----------- | ----------- | ----- | -------------- | ------ |
| 3. bis 6. Oktober 2013 | Weltmeisterschaft   | Korinth     | José Garcia | 35:17 | Jung Hae-chang | [ 11 ] |
| 18. bis 20. April 2014 | Europameisterschaft | Zevenbergen |             |       |                | [ 12 ] |

## Einladungsturniere
Bei diesen Turnieren werden grundsätzlich keine Ranglistenpunkte vergeben, einzige Ausnahme ist die Verhoeven Open/USA, bei denen US-Spieler Punkte für die USBA-Rangliste erhalten.

### Herren
| Datum                  | Turnier          | Ort      | Sieger           | Erg. | Finalist    | Ref    |
| ---------------------- | ---------------- | -------- | ---------------- | ---- | ----------- | ------ |
| 4. bis 6. Oktober 2013 | ANAG Billard Cup | Olmütz   | Xavier Gretillat | 2:0  | Raúl Cuenca | [ 13 ] |
| 15. bis 20. Juli 2014  | Verhoeven Open   | New York |                  |      |             |        |

## Nationale Turniere
| Datum                                 | Turnier                 | Ort               | Sieger                   | Erg.  | Finalist               | Ref    |
| ------------------------------------- | ----------------------- | ----------------- | ------------------------ | ----- | ---------------------- | ------ |
| 24. bis 27. Oktober 2013              | Deutsche Meisterschaft  | Bad Wildungen     | Christos Christodoulidis | 40:32 | Johann Schirmbrand     | [ 14 ] |
| 21. September bis 15. Dezember 2013   | Schweizer Meisterschaft | Zürich (Endrunde) | René Hendriksen          | 35:11 | Behzat Cetin           | [ 15 ] |
| 20. bis 26. Januar 2014               | Österreichische STM     | Wien              | Arnim Kahofer            | 40:37 | Georg Schmied          | [ 16 ] |
| 2. bis 4. Mai 2014                    | German Masters          | Herten            | Martin Horn              | 50:37 | Johann Schirmbrand     | [ 17 ] |
| Mannschaftswettbewerbe                |                         |                   |                          |       |                        |        |
| 3. August bis 1. September 2014       | DPMM Finalrunde         | Bergisch Gladbach | Bottroper BA             | 6:2   | GT Buer I              | [ 18 ] |
| 14. September 2013 bis 13. April 2014 | Bundesliga              | Deutschland       | BCC Witten 1931          | 30:29 | Bergisch-Gladbacher BC | [ 19 ] |

## Weltrangliste
Der Übersichtlichkeit geschuldet werden hier nur die ersten 48 Plätze dargestellt. Die Reihenfolge zeigt die Platzierungen zu Beginn der Saison.
| Ränge 1–16 | Ränge 1–16           | Ränge 1–16 | Ränge 1–16 | Ränge 1–16 | Ränge 1–16 | Ränge 1–16 | Ränge 1–16 |
| Platz      | Name                 | 1          | 2          | 3          | 4          | 5          | 6          |
| ---------- | -------------------- | ---------- | ---------- | ---------- | ---------- | ---------- | ---------- |
| 01         | Torbjörn Blomdahl    | 1          | 1          | 1          | 2          | 2          | 2          |
| 02         | Frédéric Caudron     | 2          | 2          | 2          | 1          | 1          | 1          |
| 03         | Jérémy Bury          | 3          | 3          | 4          | 3          | 7          | 7          |
| 04         | Marco Zanetti        | 4          | 4          | 3          | 4          | 4          | 3          |
| 05         | Eddy Merckx          | 5          | 6          | 6          | 12         | 8          | 5          |
| 06         | Daniel Sánchez       | 6          | 8          | 9          | 9          | 11         | 11         |
| 07         | Dick Jaspers         | 7          | 7          | 7          | 5          | 5          | 6          |
| 08         | Choi Sung-won        | 8          | 5          | 5          | 7          | 6          | 8          |
| 09         | Kim Kyung-roul       | 9          | 9          | 8          | 8          | 9          | 9          |
| 10         | Cho Jae-ho           | 10         | 14         | 16         | 16         | 14         | 10         |
| 11         | Filipos Kasidokostas | 11         | 13         | 11         | 6          | 3          | 4          |
| 12         | Lütfi Çenet          | 12         | 11         | 12         | 13         | 13         | 14         |
| 13         | Murat Naci Çoklu     | 13         | 12         | 14         | 17         | 16         | 15         |
| 14         | Adnan Yüksel         | 14         | 15         | 15         | 14         | 25         | 30         |
| 15         | Martin Horn          | 15         | 16         | 17         | 15         | 19         | 26         |
| 16         | Tayfun Taşdemir      | 16         | 17         | 13         | 11         | 10         | 12         |

| Ränge 17–32 | Ränge 17–32           | Ränge 17–32 | Ränge 17–32 | Ränge 17–32 | Ränge 17–32 | Ränge 17–32 | Ränge 17–32 |
| Platz       | Name                  | 1           | 2           | 3           | 4           | 5           | 6           |
| ----------- | --------------------- | ----------- | ----------- | ----------- | ----------- | ----------- | ----------- |
| 17          | Lee Chung-bok         | 17          | 18          | 18          | 22          | 27          | 17          |
| 18          | Sidhom Sameh          | 18          | 19          | 19          | 24          | 28          | 31          |
| 19          | Roland Forthomme      | 19          | 21          | 21          | 18          | 15          | 20          |
| 20          | Eddy Leppens          | 20          | 22          | 22          | 21          | 20          | 19          |
| 21          | Kang Dong-koong       | 21          | 10          | 10          | 10          | 12          | 13          |
| 22          | O Takeshima           | 22          | 20          | 20          | 25          | 26          | 23          |
| 23          | N. Polychronopoulos   | 23          | 27          | 24          | 19          | 18          | 18          |
| 24          | Ryūji Umeda           | 24          | 24          | 26          | 31          | 35          | 40          |
| 25          | Christian Rudolph     | 26          | 23          | 23          | 20          | 30          | 29          |
| 26          | Jean Paul de Bruijn   | 27          | 26          | 29          | 26          | 17          | 22          |
| 27          | Carlos Campino        | 57          | 49          | 52          | 57          | 51          | 41          |
| 28          | Heriberto Aristizabal | 41          | 40          | 41          | 66          | 56          | 54          |
| 29          | Mã Xuân Cường         | 28          | 28          | 46          | 45          | 45          | 44          |
| 30          | Javier Palazon        | 29          | 33          | 32          | 34          | 38          | 36          |
| 31          | Glenn Hofman          | 30          | 31          | 33          | 35          | 33          | 35          |
| 32          | Kouji Funaki          | 31          | 30          | 34          | 32          | 40          | 43          |

| Ränge 33–48 | Ränge 33–48        | Ränge 33–48 | Ränge 33–48 | Ränge 33–48 | Ränge 33–48 | Ränge 33–48 | Ränge 33–48 |
| Platz       | Name               | 1           | 2           | 3           | 4           | 5           | 6           |
| ----------- | ------------------ | ----------- | ----------- | ----------- | ----------- | ----------- | ----------- |
| 33          | Jozef Philipoom    | 32          | 44          | 55          | 43          | 59          | 75          |
| 34          | Savaş Bulut        | 33          | 32          | 30          | 37          | 36          | 34          |
| 35          | Ruben Legazpi      | 34          | 38          | 28          | 30          | 34          | 32          |
| 36          | Dương Anh Vũ       | 35          | 37          | 37          | 41          | 39          | 38          |
| 37          | Raimond Burgman    | 36          | 36          | 35          | 40          | 41          | 45          |
| 38          | Ahmet Alp          | 37          | 35          | 38          | 38          | 37          | 52          |
| 39          | Trần Quyết Chiến   | 38          | 34          | 27          | 33          | 23          | 16          |
| 40          | Henry Diaz         | 56          | 57          | 57          | 58          | 48          | 48          |
| 41          | Rui-Manuel Costa   | 39          | 46          | 42          | 51          | 46          | 50          |
| 42          | Heo Jung-han       | 40          | 39          | 36          | 29          | 29          | 27          |
| 43          | Jérôme Barbeillon  | 42          | 45          | 44          | 44          | 43          | 42          |
| 44          | Andreas Efler      | 43          | 47          | 47          | 47          | 67          | 120         |
| 45          | Çan Çapak          | 45          | 42          | 40          | 42          | 85          | 79          |
| 46          | Riad Nady          | 46          | 50          | 48          | 48          | 60          | 56          |
| 47          | Nguyễn Quốc Nguyện | 47          | 43          | 45          | 53          | 49          | 46          |
| 48          | Merlin Romero      | 105         | 104         | 105         | 178         | 175         | 177         |

| Höchste Neueinsteiger | Höchste Neueinsteiger | Höchste Neueinsteiger | Höchste Neueinsteiger | Höchste Neueinsteiger | Höchste Neueinsteiger | Höchste Neueinsteiger | Höchste Neueinsteiger | Höchste Neueinsteiger | Höchste Neueinsteiger | Höchste Neueinsteiger | Höchste Neueinsteiger | Höchste Neueinsteiger | Höchste Neueinsteiger | Höchste Neueinsteiger | Höchste Neueinsteiger | Höchste Neueinsteiger | Höchste Neueinsteiger | Höchste Neueinsteiger | Höchste Neueinsteiger | Höchste Neueinsteiger | Höchste Neueinsteiger | Höchste Neueinsteiger | Höchste Neueinsteiger | Höchste Neueinsteiger | Höchste Neueinsteiger |
| Platz                 | Name                  | 1                     | 2                     | 3                     | 4                     | 5                     | 6                     |                       | Platz                 | Name                  | 1                     | 2                     | 3                     | 4                     | 5                     | 6                     |                       | Platz                 | Name                  | 1                     | 2                     | 3                     | 4                     | 5                     | 6                     |
| --------------------- | --------------------- | --------------------- | --------------------- | --------------------- | --------------------- | --------------------- | --------------------- | --------------------- | --------------------- | --------------------- | --------------------- | --------------------- | --------------------- | --------------------- | --------------------- | --------------------- | --------------------- | --------------------- | --------------------- | --------------------- | --------------------- | --------------------- | --------------------- | --------------------- | --------------------- |
| 94                    | Pedro Piedrabuena     | 25                    | 25                    | 25                    | 23                    | 22                    | 24                    |                       | ?                     | Huberney Cataño       | 44                    | 41                    | 43                    | 36                    | 32                    | 33                    |                       | 49                    | Ngô Đình Nại          | 48                    | 29                    | 31                    | 27                    | 24                    | 25                    |
| 188                   | Alexander Salazar     | 55                    | 55                    | 56                    | 28                    | 21                    | 21                    |                       | 52                    | Dave Christiani       | 51                    | 52                    | 39                    | 39                    | 52                    | 126                   |                       | 51                    | Peter Ceulemans       | 49                    | 54                    | 54                    | 49                    | 58                    | 57                    |
| 82                    | Kim Jae-guen          | 81                    | 95                    | 53                    | 46                    | 42                    | 37                    |                       | 69                    | Hwang Hyung-bum       | 65                    | 48                    | 50                    | 38                    | 31                    | 28                    |                       | 75                    | Arnim Kahofer         | 75                    | 71                    | 64                    | 54                    | 44                    | 39                    |